# Дивна
Дивна је старо словенско женско име настало од придева дивна, узетог за лично име.

## Значење
У српском језику придев дивна има значење „лепа, прекрасна“.
Индоевропски корен див (*diw-) на санскриту значи сјај, сјати. Такође се може односити на узвишена, божанска бића (скр: деви), за које се веровало да имају тела од светлости. У српском језику див је велико, натприродно биће.
На латинском, дива значи богиња, а у пренесеном значењу (божанска, обожавана) се користи за чувене глумице и певачице.

## Историјат
Претпоставља се да је међу Србима настало у средњем веку.

## Распрострањеност
Дивна је међу првих петсто женских имена у Хрватској, где данас живи преко петсто особа са овим именом.